# Saint-Gonnery
 Saint-Gonnery  (en bretón Sant-Goneri) es una población y comuna francesa, situada en la región de Bretaña, departamento de Morbihan, en el distrito de Pontivy y cantón de Pontivy.

## Demografía
| 776 | 771 | 791 | 865 | 865 | 943 |
| Para los censos de 1962 a 1999 la población legal corresponde a la población sin duplicidades (Fuente: INSEE [Consultar]) |     |     |     |     |     |